# Avena maroccana
Avena maroccana är en gräsart som beskrevs av Michel Gandoger. Avena maroccana ingår i släktet havren, och familjen gräs.
Artens utbredningsområde är Marocko. Inga underarter finns listade i Catalogue of Life.